# U30CG型柴油机车
U30CG型柴油机车是美国通用电气公司于1966年为聖塔菲鐵路提供的一款干线客运柴油机车。

## 开发背景
1966年，为了替换经过长年使用而老化的易安迪F系列柴油机车，聖塔菲鐵路决定尽快采购一批新型干线客运柴油机车。由于通用电气公司能够在最短时间内交付新车，而且还可以提供较优惠的折价贴换以便聖塔菲鐵路处理已被淘汰的旧型机车，因此聖塔菲鐵路决定向通用电气公司订购10台U28CG型柴油机车。虽然聖塔菲鐵路对U28CG型柴油机车颇为满意，但由于仍沿用美国干线调车机车常用的外走廊罩式车体，因此看起来像货运机车而不像客运机车，牵引旅客列车时显得格格不入。
1967年，为了进一步扩充客运机车车队，聖塔菲鐵路又分别向通用电气和易安迪订购了U30CG、FP45型客运柴油机车。U30CG型柴油机车是在U30C型柴油机车基础上改良而成的客运机车，型号当中的“U”代表“通用”系列、“30”代表单节功率为3000马力、“C”代表机车轴式为Co-Co、“G”代表搭载有蒸汽锅炉。机车采用单端司机室和内走廊布置的棚式车体，车体正面的全宽度弧形车头和车体侧墙的波纹不锈钢板是其外观上的最大特点。车内安装有一台用来为旅客列车供暖的维帕-克萊森式蒸汽锅炉。
机车装用一台16气缸、四冲程、涡轮增压的FDL16型柴油机，额定功率为3000马力。传动系统采用交—直流电传动，柴油机直接驱动一台GTA-11型三相交流同步发电机，发出的三相交流电经硅二极管整流器整流为直流电后，供给六台并联的GE-752型串励直流牵引电动机。此外，还更换了牵引电动机的主动齿轮以提高最大运行速度，牵引齿轮传动比从U30C型柴油机车的74：18改为77：26，最高速度亦由113公里/小时（70英里/小时）提高至150公里/小时（93英里/小时）。机车走行部为两台由通用电气公司开发的FB3型浮动摇枕式转向架。

## 运用历史
U30CG型柴油机车于1967年11月交付聖塔菲鐵路，机车编号为三位数字的客运机车编号（400～405），所有机车均披上由银色和红色构成的聖塔菲鐵路“羽毛头饰”车身涂装，转向架和燃油箱亦涂上了耀目的银色油漆。U30CG型柴油机车投入运用初期，主要担当芝加哥至洛杉矶的“大峡谷特快号”旅客列车，某些时候也会牵引聖塔菲鐵路的旗舰列车“超级酋长号”，以及次等的“得克萨斯酋长号”和“圣迭戈人号”旅客列车。
然而，U30CG型柴油机车用来牵引旅客列车的时间仅仅约一年。1969年2月9日，当一列“大峡谷特快号”列车运行至伊利诺伊州奇利科西附近时发生脱轨事故，虽然事故中无人受伤但U30CG型柴油机车的设计仍被遭到质疑，从此以后聖塔菲鐵路不再使用通用电气的U28CG、U30CG型柴油机车来担当客运任务，这两款机车都被改为普通的货运机车使用，改造内容包括拆除蒸汽锅炉以及配套的水箱和油箱，并将牵引齿轮传动比改为74：18，又改为采用黄色配蓝色的货运机车涂装。在1970年代，U28CG、U30CG型柴油机车常见于担当科罗拉多州的货物列车牵引任务。1980年9月22日，全部U30CG型柴油机车停运报废，并用于向通用电气公司折价贴换新的B36-7型柴油机车。

## 参看
- U30B型柴油机车
- U30C型柴油机车
- P30CH型柴油机车